# Vermontia thoracica
Vermontia thoracica là một loài nhện trong họ Linyphiidae.
Loài này thuộc chi Vermontia. Vermontia thoracica được James Henry Emerton miêu tả năm 1913.